# Bilariaganj
Bilariaganj là một thị xã và là một nagar panchayat của quận Azamgarh thuộc bang Uttar Pradesh, Ấn Độ.

## Địa lý
Bilariaganj có vị trí 26°12′B 83°14′Đ / 26,2°B 83,23°Đ Nó có độ cao trung bình là 66 mét (216 foot).

## Nhân khẩu
Theo điều tra dân số năm 2001 của Ấn Độ, Bilariaganj có dân số 11.891 người. Phái nam chiếm 51% tổng số dân và phái nữ chiếm 49%. Bilariaganj có tỷ lệ 67% biết đọc biết viết, cao hơn tỷ lệ trung bình toàn quốc là 59,5%: tỷ lệ cho phái nam là 73%, và tỷ lệ cho phái nữ là 61%. Tại Bilariaganj, 16% dân số nhỏ hơn 6 tuổi.